# San Antonio (Paraguay)
San Antonio es una ciudad paraguaya ubicada en el Departamento Central, a 20km de Asunción. Su importancia data desde antaño, ya que durante la época colonial se encontraba a un costado del Camino Real que conducía a la ciudad de Villeta.

## Historia
El Presidio o Fuerte de San Antonio fue creado el 2 de noviembre de 1672 por orden del Gobernador del Paraguay, Don Felipe Reyes Corbalán y junto con este se creó el Presidio de Santa Rosa. Los presidios no eran lugares de reclusión sino pequeños fuertes que protegían a la incipiente población formada de los ataques de los guaikurú, mbayas y otras tribus. En 1782 los misioneros franciscanos fundaron en ese lugar una reducción con donativos de Asunción pero que no prosperó por los constantes ataques.
En el año 1791 el gobernador Joaquín Alós y Bru ordenó que se entregue a Francisco Alonso media arroba de tabaco, ídem de sal, cuatro ídem de yerba, para el consumo de los peones destinados a la refacción del fuerte de San Antonio.
De acuerdo con la tradición y el derecho español en materia de descubrimiento y conquista de tierra, solamente participaban los conquistadores, salvo contadas excepciones. El teniente mayor reformado Marcos de Arestegui, vecino de Asunción, solicitó un retazo de tierra en el pago de San Antonio, cañada de Tupeay, con monte realengo, que tenía por linderos las tierras de Javier Valdez y la de Francisco Medina. Se habla también de una solicitud presentada por el capitán Juan de Olmedo y sus hermanos menores, en la que manifiesta ser hijo del finado Miguel Olmedo y pedía la división de una tierra que por herencia habían recibido, ubicada en San Antonio. Otro testimonio que prueba que la región de San Antonio ya estaba poblada a fines del siglo XVIII, fue dada por el capitán y alcalde ordinario de 2° voto, en vista de estar informado que los vecinos del valle de San Antonio mantenían sueltos sus ganados y que estos causaban serios daños a las sementeras, al mandar que sean notificados sus dueños.
Para algunos de los historiadores, la creación de esta comunidad tuvo lugar durante el gobierno del Dr. Francia, quien estableció un fortín para velar la defensa del territorio nacional. Durante el gobierno de Francia, el comandante de San Antonio acusó recibo de una copia autorizada de un decreto firmado por el gobernante paraguayo el 26 de octubre de 1835, por el cual se rebajó 4% la contribución fructuaria de verano, en lugar del 5% que anteriormente se había establecido. Una comunicación del comandante Rafael Quiñonez al ciudadano Andrés Gill, secretario del Supremo gobierno, manifestó que dejó la cantidad de postes de urundey necesaria para el cerco de la guardia y que sobraron cien postes gruesos de la misma madera que estaban en el puerto de San Antonio. A fines de la colonia, en ocasiones, en los puertos de costa abajo se embarcaban dulces, azúcar, madera, loza de ita y naranjas durante el gobierno de José Gaspar Rodríguez de Francia y el de Carlos Antonio López. El puerto de San Antonio era un lugar de exportación de naranjas al Río de la Plata.
San Antonio fue protagonista de la guerra de la Triple Alianza ya que en sus puertos desembarcaron las tropas brasileñas para dirigirse a la histórica Batalla de Ytororó a orillas del arroyo homónimo. El ejército brasileño cruzó al chaco en los primeros días de diciembre de 1868, y emprendió la marcha para llegar frente a San Antonio en donde estaba fondeada la escuadra imperial. Ya entonces la población de San Antonio había sido evacuada. Así fue ocupada San Antonio, que cayó en manos del enemigo, que encontró una dura resistencia en Ytororó, Avay e Itá Yvaté.
Hay certeza de que San Antonio siempre existió desde su fundación como presidio, dan cuenta de ello las actas que obran en el Archivo Nacional de Asunción. Como dato, antes de la erección de la parroquia en 1911, los habitantes de San Antonio se casaban y bautizaban a sus hijos generalmente en la parroquia de San Lorenzo de la Frontera. Justamente, en 1845 se realizó una matrícula parroquial en dicho pueblo, al cual pertenecía en aquel entonces el partido de San Antonio, en dicho documento se destacan los apellidos González, Arias, Quiñonez, Achucarro, Paredes, Aguilar.
En 1867 se realizó un padrón general de hombres que han quedado después del último enrolamiento y en él figuraban 412 hombres, en su mayoría ancianos y niños.
Ya hacia 1868 el pueblo de San Antonio fue evacuado debido al avance de las fuerzas brasileras, la mayor parte de la población fue trasladada a San Lorenzo del Campo Grande y permanecieron ahí al menos hasta que la guerra cesó, posterior al cese de hostilidades, fueron volviendo a San Antonio. Aunque seguían bautizando a sus hijos en San Lorenzo del Campo Grande, debido a la zozobra en la cual se vivía en San Lorenzo de la Frontera y San Antonio.
- Francisco Espínola Rivarola nacido en Arroyos y Esteros en 1857, fue un niño sobreviviente de la guerra de la Triple Alianza. Luego de que la guerra terminó, se estableció en San Antonio en las fincas de su bisabuelo Martín de Achucarro. En 1886 contrajo nupcias con María Valentina Molinas (1870-1941). Francisco era el Facultado encargado de los Bautismos de gran parte de los nacidos en el pueblo de San Antonio, falleció debido a la gripe el 11 de enero de 1924.

- La señora Cándida Achucarro nacida en San Antonio el  3 de octubre de 1893, tuvo varios hijos con el ciudadano José León Larrea, de esta unión desciende la familia Larrea Achucarro, la segunda escuela de San Antonio y una avenida principal llevan su nombre.

- Gustavo Conrado Goetz nacido en Alemania en 1850, en 1890 llegó a San Antonio junto a su esposa Emma (1840-1917), Conrado falleció el 12 de septiembre de 1913 y fue sepultado en el cementerio municipal.

- El ciudadano Agustín Quiñónez nacido en San Antonio hacia 1865 y fallecido ibidem el 31 de marzo de 1958, Agustín y otros ciudadanos fueron quienes impulsaron la repoblación de San Antonio luego de que la guerra contra la Triple Alianza haya terminado.

El 23 de abril de 1903 el Senado y la Cámara de Diputados sancionan con fuerza de ley la promoción a la categoría de distrito a la comunidad de San Antonio. Seguidamente llegaron familias de origen francés, italiano, alemán y español. A partir de la ubicación de estas familias en la ciudad, esta tuvo un crecimiento poblacional importante. El 16 de marzo de 1981, San Antonio asciende a la categoría de ciudad, siendo su primer intendente municipal el Lic. Francisco Bogado Caballero Jr.

## Geografía

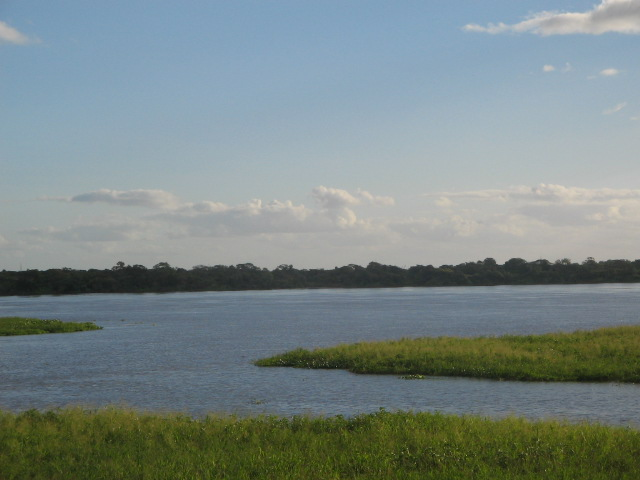
Vista del Río Paraguay.

San Antonio está ubicada a orillas del río Paraguay, con latitud 25 ° 38’ y longitud 57 ° 63’ en el centro sur a 25 km de la capital, Asunción. Limita al norte con los distritos de Ñemby y Villa Elisa; al sur con Ypané; al este con Ñemby y al oeste con el Río Paraguay.
Sus costas reposan sobre el río Paraguay, cuenta con muchos arroyuelos, uno de los más importante es el Arroyo Guazú que se encuentra en el barrio Las Garzas. Además, la ciudad tiene orillas sobre el arroyo Ytororó, cuyas costas fueron testigos de la Batalla de Ytororó en la guerra de la Triple Alianza. Ycúa San Antonio es una naciente con muchas historias; cuenta una leyenda que los pretendientes de las damas sanantonianas, que venían a beber agua de este ycuá (manantial), quedaban encantados y la relación terminaba en un matrimonio asegurado.

### Clima
La influencia del río hace que el clima por las noches y las mañanas sean frescas y los días muy calurosos. Tiene una temperatura que oscila en verano 28 y 39 °C, en invierno entre -6 y 10 °C.

### Fauna y flora
Por estar ubicada a orillas del río Paraguay una de sus actividades más importantes es la pesquera, pues el río cuenta con diversas clases de peces entre los que podemos nombrar: dorado, pacú, tres puntos, corvina, piraña, palometa, anguila de río, armado, surubí.
En la ciudad se puede apreciar una gran variedad de árboles como el tajy o lapacho, trébol, pino, eucalipto, cedro, laurel, palmera. La más importante reserva forestal de la zona se encuentra en el parque Ytororó.

## Demografía
San Antonio cuenta con una población de 57 843 habitantes, según datos oficiales del censo paraguayo de 2022. Forma parte de Gran Asunción cuya población oscila los 2.000.000 habitantes.

### Barrios
San Antonio cuenta con 11 barrios urbanos y suburbanos, según la cartografía oficial de la DGEEC.
| 1  | San Francisco     |
| 2  | Pueblo            |
| 3  | San Blas          |
| 4  | María Auxiliadora |
| 5  | Naranjaty         |
| 6  | Antigua Imagen    |
| 7  | San Roque         |
| 8  | Acosta Ñu         |
| 9  | San Jorge         |
| 10 | Achucarro         |

## Economía
La ciudad de San Antonio es asiento de muchas de las marcas más grandes y reconocidas del Paraguay, ya que es bien aprovechada por su riqueza natural (el Río) para la instalación de compañías petroleras, de gas, puertos y fábricas, entre ellas, Bebidas Pulp.
Se destacan la producción de caña y las curtiembres. Es importante señalar el grave deterioro que han ocasionado estas curtiembres al arroyo Guazú por verter sus desechos directamente a este canal que desemboca en el Río Paraguay. También empresas de comunicación están instaladas en esta ciudad; compañías de comunicación celular y comunicación radial.
La primera industria que se estableció en la ciudad fue el frigorífico “San Antonio” de la firma estadounidense “Internacional Corporation Product” IPC, la misma constituye la principal fuente de trabajo de la población sanantoniana y otros pueblos vecinos. Por ley del 30 de mayo de 1917 se estableció un matadero para ganado vacuno, porcino y caprino, con instalaciones para preparar y conservar en frío con procedimientos modernos. En 1978 la empresa fue cerrada. Años más tarde, Alberto Antebi adquirió la planta industrial, y las actividades de producción se reanudaron el 12 de enero de 1981 con modernos equipos de acuerdo con las exigencias de mercados internacionales, siendo Israel uno de los principales clientes.
En 1926 se habilita el primer puerto exportador de frutas, lugar denominado “Puerto Naranja” debido al aprovechamiento que se obtenía de las grandes extensiones de plantaciones de frutas. Entre los años 1960 y 1965 fue habilitado el puerto Petro Minera para la explotación de piedras que se traían desde el cerro Ñemby para el asfalto de Puerto Pilcomayo.

## Infraestructura
La avenida San Antonio se encuentra asfaltada en su totalidad y es paralela a la Ruta PY-01 (Acceso Sur hasta julio de 2019). Son numerosos los medios de transporte público que atraviesan la ciudad, y la mayoría de estas líneas cuentan con sus paradas terminales dentro de la ciudad.
- Línea 3: Recorrido interno por los barrios de San Antonio y Ñemby.
- Líneas 15-2, 15-3, 15-4: Tiene su propia terminal en el barrio Achucarro de la ciudad y se dirigen por las localidades vecinas hasta la capital Asunción. Las ciudades por las que atraviesa son Ñemby, Villa Elisa, Fernando de la Mora hasta llegar a la capital y sus barrios céntricos.
- Línea 38: Viene de la ciudad vecina Ypané, atraviesa varios barrios de la ciudad y sale por la ciudad de Villa Elisa hasta llegar a la capital y sus barrios céntricos.
- Línea 119: Es la línea con el recorrido más amplio. Parte del barrio Achucarro y atraviesa las localidades de Villa Elisa, dirigiéndose hacia Fernando de la Mora, San Lorenzo, Capiatá, Itauguá, Ypacaraí hasta la ciudad de Caacupé.

### Salud
Cuenta con un centro de salud, fundado en el año 1978 por los señores Higinio Mendoza y Luis Medina. Se realizan un promedio de 15 partos mensuales, los casos clínicos son pocos aunque se atiende 35 a 40 pacientes por semana y servicio de urgencias durante las 24 horas. El Instituto de Previsión Social I.P.S, fundado en 1967, cuenta con una clínica periférica en esta ciudad.
En el año 2017, se establece en la ciudad específicamente en el barrio Las Garzas el primer servicio de Emergencias Médicas Prehospitalarias la empresa denominada EMSEG Emergencias Médicas si bien es de capital privado brinda una importante colaboración con la ciudadanía teniendo una flota de ambulancias de alta y baja complejidad las 24 horas.

## Cultura

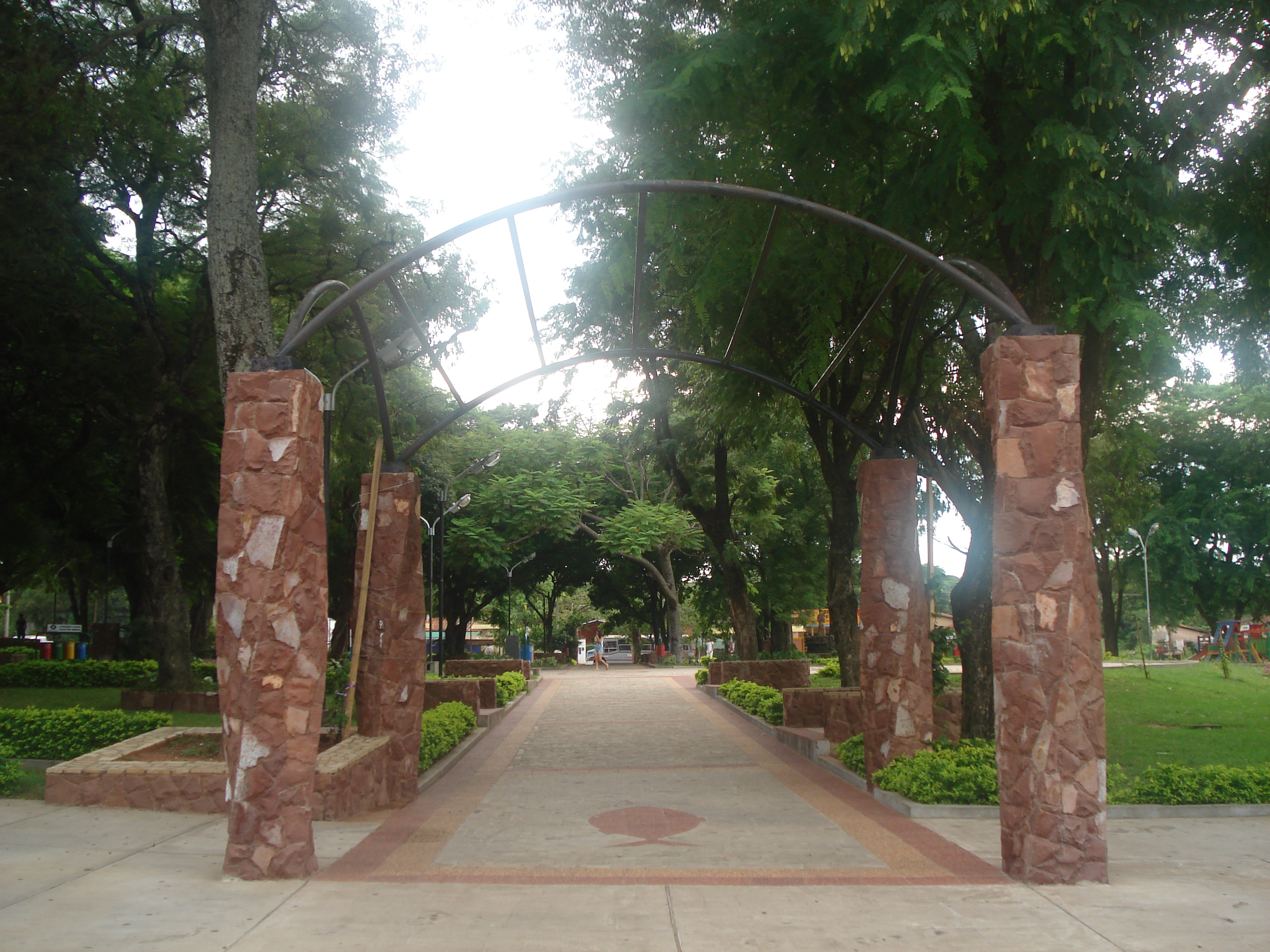
Plaza de San Antonio

### Educación
Cuenta con Centros educativos públicos y privados; las escuelas nacionales totalizan 11, y las escuelas privadas 10; dedicadas a la enseñanza en el Nivel de Educación Escolar Básica. También cuenta con 3 Colegios Nacionales y 2 privados para la enseñanza del Nivel Medio. La falta de una Universidad en la ciudad obliga a los jóvenes tener que recurrir a ciudades vecinas o Asunción a cursar sus estudios universitarios.
También cuenta con Centros de Educación Permanente de Jóvenes y Adultos con un total de cinco Centros de Educación Permanente. 
| Instituciones por nivel  | Cantidad |
| ------------------------ | -------- |
| Educación Inicial        | 28       |
| Educación Escolar Básica | 34       |
| Educación Media          | 10       |
| Educación Superior       | 1        |
| Total                    | 39       |

### Música
El conjunto musical principal de la ciudad se denomina LOS DEL SUR fundado por el muy respetado requintista Gilberto Cabrera, Andrés Espínola y Bernardo Gallardo, los cuales llevaron la música paraguaya a Europa, Asia y África.  Así también posee varios artistas, entre los más destacados se encuentran el gran arpista Francisco Espínola, Claudio Montiel; Cantante, guitarrista, y Director del conjunto "CLAUDIO MONTIEL Y SUS PARAGUAYOS", y Los Paraguayos "Nueva Generación", quienes llevaron nuestra música por Europa y Latinoamérica, y el reconocido guitarrista Guido Marín de la agrupación 8 Corazones entre otros.

### Deportes
Cuenta con una liga regional llamada Liga Sanantoniana de Fútbol con varios equipos que participan en ella.

### Fiesta Patronal
La fiesta de San Antonio se desarrolla en el mes de junio, en la playa sobre el río Paraguay. Se celebra con despliegue de flores, globos coloridos y otros elementos de ornamentación en las calles. En horas de la mañana se celebra una misa solemne, se realiza la Procesión Náutica, con canoas, y otras embarcaciones ornamentadas, que acompañan a la imagen del Santo Patrono.
También se lleva a cabo la Expo San Antonio, en donde se exponen las habilidades artesanales de sus habitantes y los productos de las diferentes empresas. Esta exposición también da lugar a los estudiantes de los diversos centros educativos, quienes ponen a consideración de los visitantes productos y trabajos hechos en sus diferentes cátedras escolares como ser ciencias, química, y los diferentes talleres como mecánica, electricidad, carpintería y metal (herrería).